# حسین ابراهیمی (سیاستمدار)
حسین ابراهیمی خراسانی (۱۳۲۴ – ۱۱ دی ۱۴۰۳) سیاستمدار ایرانی و عضو جامعه روحانیت مبارز بود. او نماینده دورهٔ دوم از ورامین و هشتم از بیرجند در مجلس شورای اسلامی و رئیس مرکز رسیدگی به امور مساجد بوده است.